# Boställe
Boställen var gårdar som innehades av statliga ämbetsmän. Jordbruksboställen bestod av kronans eller kyrkans jordbruksfastigheter och gav inte endast boställsinnehavaren en bostad utan även en avlöning genom den inkomst som jordbruket gav. Bostadsboställen gav innehavaren en tjänstebostad. 
Jordbruksboställen indelades i civila för civila ämbetsmän, framförallt landshövdingar,  kronofogdar, häradsskrivare,  lagmän och häradshövdingar; militära för den indelta arméns officerare och underofficerare; ecklesiastika för biskopar, präster och en del klockare.